# Xã Milton, Quận Dodge, Minnesota
Xã Milton (tiếng Anh: Milton Township) là một xã thuộc quận Dodge, tiểu bang Minnesota, Hoa Kỳ. Năm 2010, dân số của xã này là 734 người.